# Clytorhynchus pachycephaloides
Clytorhynchus pachycephaloides е вид птица от семейство Monarchidae.

## Разпространение
Видът е разпространен в Нова Каледония и Вануату.